# Österreichische Fußball-Frauenmeisterschaft 1997/98
Die österreichische Fußball-Frauenmeisterschaft wurde 1997/98 zum 26. Mal nach der 35-jährigen Pause zwischen 1938 und 1972 ausgetragen. Die höchste Spielklasse ist die Frauen-Bundesliga und wurde zum 16. Mal durchgeführt. Die zweithöchste Spielklasse, in dieser Saison die 19. Auflage, wurde in zwei regionale Ligen unterteilt, wobei die 2. Division Ost als auch die Regionalliga West zum 4. Mal ausgetragen wurde.
Österreichischer Fußballmeister wurde zum siebten Mal Union Kleinmünchen. Die Meister der zweithöchsten Spielklasse wurden ATSV Deutsch-Wagram (Ost) und SK Zirl (West).

## Erste Leistungsstufe – Frauen-Bundesliga

### Modus
Die Liga setzte sich, anders als im Vorjahr, als sechs Vereine teilnahmen, aus acht Teams zusammen.

### Saisonverlauf
Neu dabei waren der aufgestiegene SV Neulengbach sowie der direkt vertretene SG FFC Tirol/IAC. Jedes Team spielte gegen jedes andere zweimal in insgesamt 14 Runden. Ein Sieg wurde mit drei Punkten belohnt, ein Unentschieden mit einem Zähler. Meister wurde in der höchsten Spielklasse die Union Kleinmünchen, die damit insgesamt ihren siebten Titel gewann. Als Absteiger wurde der DFC Heidenreichstein gehandelt, obwohl sich der ESV Süd-Ost am letzten Tabellenrang platzierte.

### Abschlusstabelle
Die Meisterschaft endete mit folgendem Ergebnis:
| Pl.                            | Verein                  | Sp. | S  | U | N  | Tore    | Diff. | Punkte |
| ------------------------------ | ----------------------- | --- | -- | - | -- | ------- | ----- | ------ |
| 1.                             | Union Kleinmünchen      | 14  | 12 | 0 | 2  | 054:130 | +41   | 36     |
| 2.                             | USC Landhaus (M, C)     | 14  | 8  | 2 | 4  | 038:110 | +27   | 26     |
| 3.                             | ASV Vösendorf           | 14  | 8  | 2 | 4  | 025:220 | +3    | 26     |
| 4.                             | SG FFC Tirol/IAC B1 (N) | 14  | 7  | 1 | 6  | 024:250 | −1    | 22     |
| 5.                             | SV Neulengbach (N)      | 14  | 6  | 3 | 5  | 021:230 | −2    | 21     |
| 6.                             | 1. DFC Leoben           | 14  | 5  | 2 | 7  | 028:280 | ±0    | 17     |
| 7.                             | DFC Heidenreichstein    | 14  | 1  | 4 | 9  | 011:410 | −30   | 07     |
| 8.                             | ESV Süd-Ost             | 14  | 1  | 2 | 11 | 008:460 | −38   | 05     |
| Stand: Endstand. Quelle: NOeFV |                         |     |    |   |    |         |       |        |

| (M) | Österreichischer Fußball-Frauenmeister 1996/97 |
| (C) | ÖFB-Ladies-Cup-Sieger 1996/97                  |
| (N) | Neuaufsteiger der Saison 1996/97               |

Aufsteiger
- 2. Division Ost: keiner
- Regionalliga West: keiner

### Torschützenliste
Eine Torschützenliste ist nur von den Spielern von Union Kleinmünchen vorhanden. Die beste Torschützin von Kleinmünchen wurde Gertrud Stallinger.
| Pl.                 | Name               | Team               | Tore |
| ------------------- | ------------------ | ------------------ | ---- |
| …                   | Gertrud Stallinger | Union Kleinmünchen | 20   |
| …                   | Judith Riederer    | Union Kleinmünchen | 09   |
| Iris Seibezeder     | Union Kleinmünchen |                    |      |
| …                   | Bettina Ertl       | Union Kleinmünchen | 05   |
| …                   | Nina Aigner        | Union Kleinmünchen | 04   |
| …                   | Brigitta Edinger   | Union Kleinmünchen | 02   |
| Berta Gahleitner    | Union Kleinmünchen |                    | 02   |
| …                   | Isabelle Köck      | Union Kleinmünchen | 01   |
| Gabriele Ratzenböck | Union Kleinmünchen |                    | 01   |
| Michaela Römer      | Union Kleinmünchen |                    | 01   |
| Rosa Wimmer         | Union Kleinmünchen |                    | 01   |

## Zweite Leistungsstufe
Die zweite Leistungsstufe wird in zwei regionalen Gruppen ausgespielt: 2. Division Ost und Regionalliga West.
Die zweite Leistungsstufe bestand aus zwei Ligen, getrennt nach Regionen:
- 2. Division Ost mit den Vereinen aus Niederösterreich (NÖFV) und Wien (WFV) und
- Regionalliga West mit den Vereinen aus Tirol (TFV) und Vorarlberg (VFV).

### 2. Division Ost

#### Modus
Jeder spielte gegen jeden zweimal in 14 Runden. Ein Sieg wurde mit drei Punkten belohnt, ein Unentschieden mit einem Zähler.

#### Saisonverlauf
Die Liga setzte sich gegenüber dem Vorjahr, in dem zehn Vereine teilnahmen, aus neun Teams zusammen. Im Vergleich zum letzten Jahr, waren in dieser Meisterschaft der FC Hellas Kagran, der die Damenabteilung vom First Vienna FC 1894 übernahm und der SC Stattersdorf anstatt des aufgestiegenen SV Neulengbach und dem SC Neunkirchen vertreten. Jeder spielte gegen jeden zweimal in 16 Runden. Ein Sieg wurde mit drei Punkten belohnt, ein Unentschieden mit einem Zähler. Da die B-Mannschaft von der USC Landhaus außer Konkurrenz antrat, wurden jene Begegnungen in der Gesamttabelle nicht berücksichtigt, wodurch die neun Teams, die um den Aufstiegsplatz spielten zwar 16 Runden absolvierten, aber nur 14 Runden für die Meisterschaft angerechnet wurden. Meister in der zweithöchsten Spielklasse Ost wurde in dieser Saison der ATSV Deutsch-Wagram, der jedoch gegen Ende des Jahres den Spielbetrieb einstellte. Der zweitplatzierte FC Hellas Kagran verzichtete auf den Aufstieg, sodass es in dieser Saison keinen Aufsteiger gab.

#### Abschlusstabelle
Die Meisterschaft endete mit folgendem Ergebnis:
| Pl.                            | Verein                   | Sp. | S   | U  | N  | Tore    | Diff. | Punkte |
| ------------------------------ | ------------------------ | --- | --- | -- | -- | ------- | ----- | ------ |
| 01                             | ATSV Deutsch-Wagram 2DO1 | 014 | 013 | 01 | 0  | 49:15   | 34    | 40     |
| 2.                             | FC Hellas Kagran DO2     | 14  | 8   | 2  | 4  | 047:350 | +12   | 26     |
| 3.                             | DFC Obersdorf            | 14  | 7   | 1  | 6  | 029:270 | +2    | 22     |
| 4.                             | SC Brunn am Gebirge      | 14  | 7   | 0  | 7  | 034:280 | +6    | 21     |
| 5.                             | SC Stattersdorf (N)      | 14  | 5   | 3  | 6  | 030:340 | −4    | 18     |
| 6.                             | SV Horn                  | 14  | 5   | 3  | 6  | 027:370 | −10   | 18     |
| 7.                             | SV Donau 2DO3            | 14  | 2   | 2  | 10 | 027:390 | −12   | 08     |
| 8.                             | DFV Juwelen Janecka      | 14  | 2   | 2  | 10 | 021:490 | −28   | 08     |
| 0.                             | USC Landhaus II 2DO4     | 16  | 1   | 1  | 14 | 012:720 | −60   | 04     |
| Stand: Endstand. Quelle: NOeFV |                          |     |     |    |    |         |       |        |

| (N) | Neueinsteiger der Saison 1996/97 |

Aufsteiger
- Burgenland: ASV Nickelsdorf
- Niederösterreich: SG Ardagger/Neustadtl, DFC Rohrbach/Gölsen
- Wien: FFC Wien United 1998

### Regionalliga West

#### Modus
Die Liga bestand aus sechs Vereinen, die in einer Hin- und einer Rückrunde gegeneinander spielten. So wurden in 10 Runden der Meister der Regionalliga West ermittelt.

#### Saisonverlauf
Die Regionalliga West begann am 14. September 1997 und endete am 13. Juni 1998 mit der 10. Runde. Auftaktspiel war die Begegnung zwischen dem FC St. Gallenkirch und dem SK Zirl. Meister wurde der SK Zirl, der jedoch nicht in die höchste Spielklasse aufsteigen wollte. Schwarz-Weiß Bregenz wurde Letzter.

#### Abschlusstabelle
Die Meisterschaft endete mit folgendem Ergebnis:
| Pl.                          | Verein                   | Sp. | S | U | N | Tore    | Diff. | Punkte |
| ---------------------------- | ------------------------ | --- | - | - | - | ------- | ----- | ------ |
| 1.                           | SK Zirl                  | 10  | 9 | 0 | 1 | 054:800 | +46   | 27     |
| 2.                           | FC Egg (N)               | 10  | 8 | 0 | 2 | 039:150 | +24   | 24     |
| 3.                           | FC Mäder (N)             | 10  | 5 | 1 | 4 | 030:220 | +8    | 16     |
| 4.                           | FC St. Gallenkirch (N)   | 10  | 4 | 1 | 5 | 024:280 | −4    | 13     |
| 5.                           | FC Dornbirn (N)          | 10  | 2 | 0 | 8 | 019:280 | −9    | 06     |
| 6.                           | Schwarz-Weiß Bregenz (N) | 10  | 1 | 0 | 9 | 004:690 | −65   | 03     |
| Stand: Endstand. Quelle: TFV |                          |     |   |   |   |         |       |        |

| (N) | Neueinsteiger der Saison 1996/97 |

Aufsteiger
- Tirol: keiner
- Vorarlberg: FC Schruns

## Dritte Leistungsstufe

### NÖ Frauenliga

#### Modus
Die Liga bestand aus sechs Vereinen, die in einer Hin- und einer Rückrunde gegeneinander spielten. So wurden in 10 Runden der Meister der NÖ Frauenliga ermittelt.

#### Saisonverlauf
Die Liga setzte sich gegenüber dem Vorjahr, in dem acht Vereine teilnahmen, aus sechs Klubs zusammen, denn der SC Stattersdorf stieg auf und der SV Albrechtsberg war nicht dabei. Meister wurde in dieser Saison die SG Ardagger/Neustadtl, der berechtigt ist in die höhere Spielklasse, 2. Division Ost, aufzusteigen.

#### Abschlusstabelle
Die Meisterschaft endete mit folgendem Ergebnis:
| Pl.                            | Verein                  | Sp. | S | U | N  | Tore    | Diff. | Punkte |
| ------------------------------ | ----------------------- | --- | - | - | -- | ------- | ----- | ------ |
| 1.                             | SG Ardagger/Neustadtl   | 10  | 9 | 1 | 0  | 075:500 | +70   | 28     |
| 2.                             | DFC Rohrbach/Gölsen     | 10  | 7 | 1 | 2  | 066:150 | +51   | 22     |
| 3.                             | SV Böheimkirchen        | 10  | 6 | 1 | 3  | 036:110 | +25   | 19     |
| 4.                             | SC Moosbrunn            | 10  | 3 | 1 | 6  | 028:270 | +1    | 10     |
| 5.                             | SCU Kottes              | 10  | 2 | 2 | 6  | 014:430 | −29   | 08     |
| 6.                             | SV Karlstetten/Neidling | 10  | 0 | 0 | 10 | 003:121 | −118  | 0      |
| Stand: Endstand. Quelle: NOeFV |                         |     |   |   |    |         |       |        |

### Tiroler Liga Damen
Es liegen keine Aufzeichnungen über eine Austragung des Wettbewerbes vor. Wahrscheinlich wurde wie schon in der Vorsaison keine Meisterschaft ausgetragen.

### Vorarlberg Landesliga Damen
Es liegen keine Aufzeichnungen über eine Austragung des Wettbewerbes vor. In die Regionalliga West Damen stiegen die Damen von FC Schruns auf.

## Meisterschaften in den Bundesländern

### OÖ. Frauenfußball Landesliga

#### Modus
Die Liga bestand aus sieben Vereinen, die in eine Hin-, eine Rückrunde und nochmals eine Hinrunde gegeneinander spielten. So wurden in 18 Runden der Meister der Oberösterreichischen Landesliga ermittelt.

#### Saisonverlauf
Die Liga setzte sich gegenüber dem Vorjahr, in dem sechs Vereine teilnahmen, aus sieben Klubs zusammen, denn die Union Tumeltsham war nicht dabei, stattdessen spielte wieder FC Münzkirchen mit. Sieger wurde in dieser Saison die 2. Damenmannschaft des Union Kleinmünchen, der Meister der OÖ. Frauenfußball Landesliga wurde der SV Garsten, die jedoch nicht berechtigt waren nächste Saison in der höchsten Spielklasse zu spielen. FC Münzkirchen stieg wieder in die untere Spielklasse ab.

#### Abschlusstabelle
Die Meisterschaft endete mit folgendem Ergebnis:
| Pl.                          | Verein                             | Sp. | S  | U | N  | Tore    | Diff. | Punkte |
| ---------------------------- | ---------------------------------- | --- | -- | - | -- | ------- | ----- | ------ |
| 1.                           | Union Kleinmünchen II              | 18  | 15 | 3 | 0  | 073:170 | +56   | 48     |
| 2.                           | SV Garsten                         | 18  | 10 | 3 | 5  | 044:280 | +16   | 33     |
| 3.                           | Union Babenberg Linz Süd           | 18  | 9  | 4 | 5  | 035:230 | +12   | 31     |
| 4.                           | ATSV Sattledt                      | 18  | 8  | 5 | 5  | 061:340 | +27   | 29     |
| 5.                           | SV Taufkirchen/Pram                | 18  | 7  | 1 | 10 | 030:440 | −14   | 22     |
| 6.                           | FC Münzkirchen (N)                 | 17  | 5  | 2 | 10 | 046:440 | +2    | 17     |
| 7.                           | UFC Peterskirchen/Andrichsfurt (N) | 18  | 0  | 0 | 18 | 006:106 | −100  | 0      |
| Stand: Endstand. Quelle: OFV |                                    |     |    |   |    |         |       |        |

| (N) | Neueinsteiger der Saison 1996/97 |

Aufsteiger
- keiner

### Salzburger Landesliga

#### Modus
Die Liga bestand aus sieben Vereinen, die in einer Hin- und Rückrunde gegeneinander spielten. So wurden in 12 Runden der Meister der Salzburger Landesliga ermittelt.

#### Saisonverlauf
Die Liga setzte sich gegenüber dem Vorjahr wieder aus sieben Klubs zusammen, denn die USV 1960 Berndorf waren nicht dabei, stattdessen spielte erstmals FC Bad Gastein mit. Meister wurde in dieser Saison USV Leopoldskron-Moos, die jedoch nicht berechtigt ist nächste Saison in der höchsten Spielklasse zu spielen.

#### Abschlusstabelle
Die Meisterschaft endete mit folgendem Ergebnis:
| Pl.                                   | Verein                     | Sp. | S  | U | N  | Tore    | Diff. | Punkte |
| ------------------------------------- | -------------------------- | --- | -- | - | -- | ------- | ----- | ------ |
| 1.                                    | USV Leopoldskron-Moos SL1  | 12  | 10 | 1 | 1  | 039:700 | +32   | 31     |
| 2.                                    | ESV-ASKÖ Saalfelden-Harham | 12  | 9  | 2 | 1  | 054:400 | +50   | 29     |
| 3.                                    | DFC Anthering              | 12  | 9  | 1 | 2  | 048:130 | +35   | 28     |
| 4.                                    | USC Mariapfarr-Weißpriach  | 12  | 4  | 2 | 6  | 019:320 | −13   | 14     |
| 5.                                    | 1. Halleiner SK            | 12  | 2  | 3 | 7  | 012:490 | −37   | 09     |
| 6.                                    | SK/FFC Bruck               | 12  | 1  | 2 | 9  | 013:550 | −42   | 05     |
| 7.                                    | FC Bad Gastein (N)         | 12  | 1  | 1 | 10 | 009:340 | −25   | 04     |
| Stand: Endstand. Quelle Salzburg Wiki |                            |     |    |   |    |         |       |        |

| (N) | Neueinsteiger der Saison 1996/97 |

Aufsteiger
- keiner

#### Torschützenliste
- 21 Tore: Elisabeth Buchegger (DFC Anthering)
- 20 Tore: Sabine Mühlberger (ESV Saalfelden-Harham)
- 16 Tore: Sonja Eichinger (USV Leopoldskron-Moos)
- 10 Tore: Eva Löberbauer (DFC Anthering)